# Slazenger Challenge 4-Star
Challenge 4-Star ("Desafío de 4 Estrellas", en inglés) fue el balón de fútbol oficial usado durante la Copa Mundial de 1966 realizada en Inglaterra. Fue fabricado por la compañía local de equipamiento deportivo Slazenger en su sede de la ciudad de Dewsbury en el condado de Yorkshire. Su diseño constaba de 25 paneles rectangulares de cuero con cuatro formas, contando con las versiones naranja, amarillo y blanco.
Fue el primero en el campeonato elaborado por una multinacional —ha continuado la alemana Adidas—, así como el último que presentó franjas —como las presentes en las de voleibol, las cuales fueron reemplazadas por segmentos concentrados para lograr una forma esférica regular desde la edición anterior de 1962—, estructura íntegra de cuero —fue revestida con material sintético desde el evento siguiente de 1970— y en disponerlo el país anfitrión. Es relacionado con el inglés Bobby Charlton y el portugués Eusébio.

## Historia
Slazenger decidió que Malcolm Wainwright de 32 años de edad, quien hacía pelotas desde los 15 y era reconocido como el mejor grabador de la empresa, produciría la de muestra. «Hice unos 20 balones en total», dijo. «Eran balones de 24 paneles, lo que significaba que había seis paneles formados por tres tiras largas de cuero, pero los paneles centrales de estas tres tiras tenían una costura adicional en ángulo recto solo para dar más fuerza. Me pidieron que tuviera mucho cuidado con ellos». «Los revisaron para determinar su peso, pero luego el gerente también los verificó visualmente. Simplemente usando sus ojos y su experiencia, podía ver si la forma era redonda y las costuras perfectas. De todos modos, tomó el mejor y lo envió a Londres».
En la selección internacional convocada por la Asociación Inglesa de Fútbol en 1965, los modelos fueron colocados en una mesa de su sede. Ninguno fue marcado, sino simplemente numerados, y luego fueron examinados por expertos en busca de la mejor circunferencia, presión, peso, rebote, etc. Felizmente para Slazenger, fue elegida. Wainwright y otros siete tuvieron la tarea de coser los 300 necesarios para el certamen. Cada uno habría escrito su nombre dentro de la pelota. Esta era una práctica normal porque cada una fue a un especialista para que se insertara la vejiga y luego fue devuelta al mismo hombre para que hiciese la costura final. Santiago de Adidas sirvió como la de reserva.